# Khartimchha
Khartimchha (nep. खार्तिम्छा) – gaun wikas samiti we wschodniej części Nepalu w strefie Kośi w dystrykcie Bhojpur. Według nepalskiego spisu powszechnego z 2001 roku liczył on 354 gospodarstw domowych i 1847 mieszkańców (959 kobiet i 888 mężczyzn).